# Saint-Nicolas-de-la-Haie
Saint-Nicolas-de-la-Haie és un municipi francès situat al departament del Sena Marítim i a la regió de Normandia. L'any 2007 tenia 397 habitants.

## Demografia

### Població
El 2007 la població de fet de Saint-Nicolas-de-la-Haie era de 397 persones. Hi havia 136 famílies de les quals 16 eren unipersonals (4 homes vivint sols i 12 dones vivint soles), 44 parelles sense fills, 72 parelles amb fills i 4 famílies monoparentals amb fills.
La població ha evolucionat segons el següent gràfic:
Habitants censats

### Habitatges
El 2007 hi havia 144 habitatges, 138 eren l'habitatge principal de la família, 4 eren segones residències i 2 estaven desocupats. 143 eren cases i 1 era un apartament. Dels 138 habitatges principals, 127 estaven ocupats pels seus propietaris, 9 estaven llogats i ocupats pels llogaters i 2 estaven cedits a títol gratuït; 2 tenien dues cambres, 11 en tenien tres, 34 en tenien quatre i 92 en tenien cinc o més. 127 habitatges disposaven pel capbaix d'una plaça de pàrquing. A 38 habitatges hi havia un automòbil i a 96 n'hi havia dos o més.

### Piràmide de població
La piràmide de població per edats i sexe el 2009 era:
| Homes | Edats   | Dones |
| ----- | ------- | ----- |
| 0     | 95 o +  | 0     |
| 0     | 90 a 94 | 0     |
| 0     | 85 a 89 | 0     |
| 0     | 80 a 84 | 8     |
| 4     | 75 a 79 | 4     |
| 0     | 70 a 74 | 4     |
| 8     | 65 a 69 | 0     |
| 4     | 60 a 64 | 4     |
| 12    | 55 a 59 | 12    |
| 8     | 50 a 54 | 8     |
| 12    | 45 a 49 | 12    |
| 24    | 40 a 44 | 16    |
| 12    | 35 a 39 | 20    |
| 16    | 30 a 34 | 16    |
| 8     | 25 a 29 | 8     |
| 0     | 20 a 24 | 8     |
| 20    | 15 a 19 | 12    |
| 24    | 10 a 14 | 12    |
| 8     | 5 a 9   | 16    |
| 8     | 0 a 4   | 16    |

## Economia
El 2007 la població en edat de treballar era de 274 persones, 201 eren actives i 73 eren inactives. De les 201 persones actives 190 estaven ocupades (106 homes i 84 dones) i 11 estaven aturades (3 homes i 8 dones). De les 73 persones inactives 19 estaven jubilades, 28 estaven estudiant i 26 estaven classificades com a «altres inactius».

### Ingressos
El 2009 a Saint-Nicolas-de-la-Haie hi havia 142 unitats fiscals que integraven 408,5 persones, la mediana anual d'ingressos fiscals per persona era de 20.305 €.

### Activitats econòmiques
Dels 3 establiments que hi havia el 2007, 2 eren d'empreses de construcció i 1 d'una empresa d'hostatgeria i restauració.
Els 2 serveis als particulars que hi havia el 2009 eren lampisteries.
L'any 2000 a Saint-Nicolas-de-la-Haie hi havia 7 explotacions agrícoles.

## Equipaments sanitaris i escolars
El 2009 hi havia una escola elemental.

## Poblacions més properes
El següent diagrama mostra les poblacions més properes.